# Лигосулло
Лигосу́лло (итал. Ligosullo) — бывшая коммуна в Италии, в области Фриули-Венеция-Джулия, в провинции Удине. В 2018 году вместе с коммуной Треппо-Карнико объединена в новую коммуну Треппо-Лигосулло как её фракция (населённый пункт).
Население составляет 196 человек (2008 г.), плотность населения составляет 12 чел./км². Занимает площадь 17 км². Почтовый индекс — 33020. Телефонный код — 0433.
Покровителем коммуны почитается святитель Николай Мирликийский, чудотворец, празднование 6 декабря.

## Демография
Динамика населения:

## Администрация коммуны
- Официальный сайт: